# (400052) 2006 SQ42
(400052) 2006 SQ42 es un asteroide perteneciente al cinturón de asteroides, descubierto el 18 de septiembre de 2006 por el equipo del Lowell Observatory Near-Earth-Object Search desde la Estación Anderson Mesa (condado de Coconino, cerca de Flagstaff, Arizona, Estados Unidos).

## Designación y nombre
Designado provisionalmente como 2006 SQ42.

## Características orbitales
2006 SQ42 está situado a una distancia media del Sol de 2,715 ua, pudiendo alejarse hasta 3,139 ua y acercarse hasta 2,290 ua. Su excentricidad es 0,156 y la inclinación orbital 5,495 grados. Emplea 1634,26 días en completar una órbita alrededor del Sol.

## Características físicas
La magnitud absoluta de 2006 SQ42 es 16,6.